# Folusz (Basses-Carpates)
Pour les articles homonymes, voir Folusz.
Folusz est une localité polonaise de la gmina de Dębowiec, située dans le powiat de Jasło en voïvodie des Basses-Carpates.